# Brenda Laurel
Brenda Laurel est une conceptrice de jeu, chercheuse indépendante et consultante. Elle prône la diversité et l'inclusion dans les jeux vidéo. Elle est une pionnière dans le développement de la réalité virtuelle. Elle est également membre du conseil d'administration de plusieurs sociétés et organismes. Elle est professeure associée au Center for Games and Playable Media de l'Université de Californie à Santa Cruz. Elle a fondé et dirigé deux programmes de troisième cycle universitaire en design : le Media Design Program au Art Center College of Design (2000-2006) et le Graduate Program in Design au California College of the Arts (2006-2012). Elle a travaillé pour Atari, a cofondé la société de jeux vidéo Purple Moon et a été consultante en design d'interaction pour plusieurs entreprises, notamment Sony Pictures, Apple, et Citibank.

## Éducation
Brenda Laurel est titulaire des diplômes suivants : un Bachelor of Arts à l'Université DePauw, un Master in Fine Arts et un doctorat en théâtre à l'Université d'Ohio State.

## Développement de jeux vidéo
Brenda Laurel développe d'abord des jeux pour la plateforme CyberVision en 1977-78. Ensuite, elle travaille en tant que productrice pour Atari entre 1980 et 1983, puis Activision entre 1985 et 1987. Entre la fin des années 80 et le début des années 90, elle travaille en tant que consultante création sur un certain nombre de jeux pour Lucasfilm et pour Balance of the Planet de Chris Crawford.

## Purple Moon
Brenda Laurel est une des premières femmes conceptrices de jeux, ainsi que l'une des principales chercheuses du jeux vidéo à destination des filles. Elle remarque que si les premiers jeux vidéo sont développés quasi exclusivement pour les jeunes hommes, les filles n'y sont pas fondamentalement insensibles. Les filles sont plutôt intéressées par différents types d'expériences de jeu. Ses recherches ont révélé que les jeunes femmes ont tendance à préférer des expériences basées sur des interactions sociales complexes, des compétences verbales, et des narrations transmédia.
En 1997, elle déclare à Wired Magazine : «le secteur des jeux vidéo est né des programmes informatiques conçus par et pour des jeunes hommes à la fin des années 60 et au début des années 70. Ils travaillaient si bien qu'ils ont formé assez rapidement une industrie très lucrative. Mais ce qui a fonctionné pour ce groupe démographique n'a absolument pas fonctionné pour la plupart des filles et des femmes.»
En 1996, Brenda Laurel a cofondé Purple Moon, la première entreprise américaine de jeux pour les filles de 8 à 14 ans,. Sa vision est alors de créer des jeux pour les filles qui se concentrent davantage sur la prise de décision que sur les apparences. L'entreprise a permis d'expérimenter comment une recherche sur les préférences des filles en matière de jeux vidéo devient des jeux commercialisables. L'entreprise produit des jeux conçus autour de la narration, ouverts à l'exploration, et basés sur la répétition de scénarios réalistes du quotidien, par opposition aux jeux compétitifs mettant en vedette les scores et les segments minutés. Purple Moon a développé dix jeux principalement divisé en deux séries : «Rockett», qui se concentre autour des interactions quotidiennes d'une jeune fille, et la série plus méditative des «Secret Path» (chemin secret), avant d'être racheté par Mattel en 1999,.
Purple Moon a été critiqué pour s'être concentré sur la conception de jeux basés sur le genre. Le projet a été accusé de réifier les différences entre les genres que les filles sont déjà socialisées à accepter, ainsi l'accent est mis sur les stéréotypes féminins (coopération, narration et socialisation) par opposition aux stéréotypes masculins (violence et compétition).

## Réalité virtuelle
Dans le travail de Brenda Laurel concernant le design d'interface, elle est connue pour son soutien à la théorie de l'interactivité, «le degré auquel les utilisateurs d'un dispositif peuvent influencer la forme ou le contenu de l'environnement médiatisé». La réalité virtuelle, selon elle, est moins caractérisée par son imaginaire ou ses éléments irréels que par ses représentations multisensorielles des objets, qu'ils soient réels ou imaginaires. Alors que les discussions autour de la réalité virtuelle ont tendance à être centrées sur les représentations visuelles, l'audio et la kinesthésie sont deux puissantes sources d'entrée sensorielle que les dispositifs de réalité virtuelle peuvent utiliser. Ces possibilités sensorielles multiples sont explorées dans son installation de 1994, Placeholder, au Banff Center for the Arts—une collaboration avec Rachel Strickland. L'installation permet à plusieurs personnes de construire un récit en suivant le mouvement des spectateurs dans un environnement virtuel à partir de mouvements physiques simples qui sont associés à des résultats spécifiques, comme le fait de bouger les bras comme pour voler. 

## Réalisations
Livres
- Computers as Theatre (2nd Edition), Addison-Wesley Professional, (2013) (ISBN 0321918622).
- Design Research: Methods and Perspectives, MIT Press, (2004) (ISBN 0-262-12263-4).
- Utopian Entrepreneur, MIT Press (2001)  (ISBN 0-262-62153-3).
- Computers as Theatre, Addison-Wesley (1991).
- The Art of Human-Computer Interface Design, Addison-Wesley (1990) (ISBN 0-201-51797-3).

Jeux
- Goldilocks (CyberVision, 1978).
- Hangman (CyberVision, 1978).
- Rockett's New School (Purple Moon Media, 1997).
- Secret Paths in the Forest (Purple Moon Media, 1997) (ISBN 9781890278168).
- Rockett's Tricky Decision (Purple Moon Media, 1998).
- Rockett's Secret Invitation (Purple Moon Media, 1998) (ISBN 9781890278281).
- Rockett's First Dance (Purple Moon Media, 1998).
- Rockett's Adventure Maker (Purple Moon Media, 1998).
- Secret Paths to the Sea (Purple Moon Media, 1998).
- Starfire Soccer Challenge (Purple Moon Media, 1998).